# Guillaume Emmanuel Guignard de Saint-Priest
Pour les articles homonymes, voir Guignard et Saint-Priest.
Pour les autres membres de la famille, voir Famille Guignard.
Guillaume-Emmanuel Guignard de Saint-Priest, né à Constantinople le 4 mars 1776, mort à Laon le 29 mars 1814, est un aristocrate français qui fut général russe, et mourut des suites de ses blessures reçues à la bataille de Reims.

## Biographie

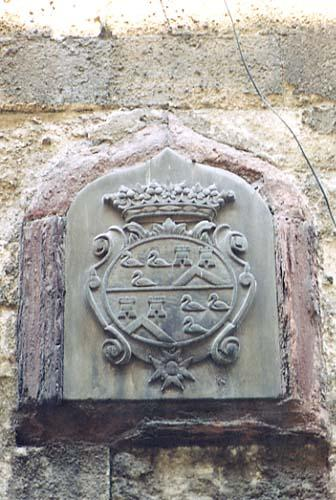
Armes de la
famille Guignard de Saint-Priest
sur l'ancien consulat français à Istanbul
Devise :
"Fort et Ferme".

Il est le fils aîné de François-Emmanuel Guignard, comte de Saint-Priest, diplomate et homme d'État français, auteur de Mémoires politiques où il évoque son fils aîné notamment.
La famille Guignard de Saint-Priest était une ancienne famille noble du Dauphiné (Jacques de Guignard, Chr., président au Parlement de Metz, prévôt des marchands de Lyon en 1654 fut titré vicomte de Saint-Priest par lettres patentes de 1653).
Après avoir fréquenté l'université d'Heidelberg, il entra dans l'armée impériale russe et participa en tant que commandant du régiment des chasseurs de la garde à la bataille d'Austerlitz, après laquelle il fut décoré de l'Ordre de Saint-Georges de 4e classe. Il fut grièvement blessé avant la bataille d'Eylau (1807) puis lors de la Campagne de Russie en 1812. Le 21 octobre, il fut promu lieutenant-général. En 1813, Saint-Priest combattit à Löbau et Bischofswerda et il se distingua en 1814 à Coblence et à Mayence. Adjoint du général Langeron, il entre en France en février. Le 13 mars 1814, pendant la prise de Reims, il fut grièvement blessé à l'épaule par l'explosion d'une grenade et fait prisonnier. Amputé d'un pied, il mourut quinze jours plus tard à Laon, où il repose dans la cathédrale.

## Bibliographie

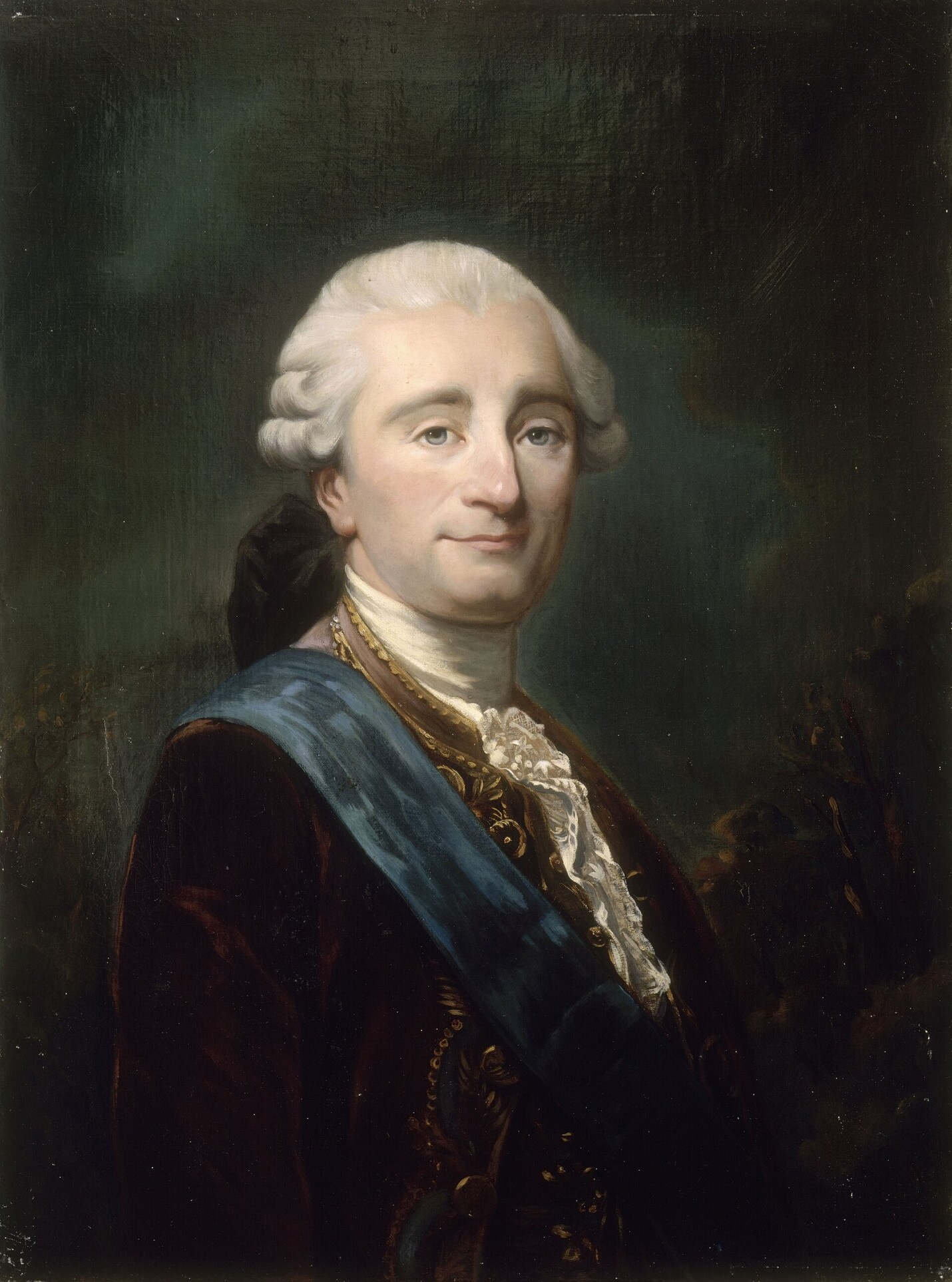
François-Emmanuel Guignard,
comte de Saint-Priest
père de Guillaume Emmanuel,
vicomte de Saint-Priest

## Distinctions
Ordre de Saint-Georges
 Ordre de Saint-Vladimir
 Ordre de Sainte-Anne
 Pour le Mérite
épée d'or avec diamants pour le courage